# Canton de Belz
Le canton de Belz est une ancienne division administrative française, située dans le département du Morbihan et la région Bretagne.

## Composition
Le canton de Belz regroupait les communes suivantes :
| Nom              | Code Insee | Intercommunalité                   | Superficie (km2) | Population (dernière pop. légale) | Densité (hab./km2) |
| ---------------- | ---------- | ---------------------------------- | ---------------- | --------------------------------- | ------------------ |
| Belz (chef-lieu) | 56013      | CC Auray Quiberon Terre Atlantique | 15,67            | 3 655 (2014)                      | 233                |
| Erdeven          | 56054      | CC Auray Quiberon Terre Atlantique | 30,64            | 3 553 (2014)                      | 116                |
| Étel             | 56055      | CC Auray Quiberon Terre Atlantique | 1,74             | 1 948 (2014)                      | 1 120              |
| Locoal-Mendon    | 56119      | CC Auray Quiberon Terre Atlantique | 39,97            | 3 322 (2014)                      | 83                 |
| Ploemel          | 56161      | CC Auray Quiberon Terre Atlantique | 25,16            | 2 761 (2014)                      | 110                |

## Représentation

### Conseillers généraux de 1833 à 2015
- De 1833 à 1848, les cantons de Belz et de Pluvigner avaient le même conseiller général. Le nombre de conseillers généraux était limité à 30 par département[1].

| Période | Période      | Identité                                 | Étiquette          | Qualité                                                                                      |
| ------- | ------------ | ---------------------------------------- | ------------------ | -------------------------------------------------------------------------------------------- |
| 1833    | 1842         | Alexandre-Marie Soymié                   |                    | Négociant Maire d'Erdeven (1830-1837)                                                        |
| 1842    | 1848         | Comte Charles Louis de Perrien de Crenan | Droite légitimiste | Officier de chevau-légers Propriétaire du château de Lannouan à Landévant Député (1848-1849) |
| 1848    | 1852         | Joseph Nicolas                           |                    | Cultivateur à Belz                                                                           |
| 1852    | 1867 (décès) | Hubert Joseph Le Masson (1808-1867)      |                    | Notaire à Erdeven, conseiller d'arrondissement                                               |
| 1867    | 1896 (décès) | Ambroise Dano                            | Républicain        | Maire d'Étel (1861-1896)                                                                     |
| 1896    | 1919         | Jean-Marie Le Lamer                      | Républicain        | Propriétaire à Étel                                                                          |
| 1919    | 1940         | Joseph Le Pevedic                        | RG                 | Agriculteur Député (1928-1942) Maire de Ploemel (1908-1964)                                  |
|         |              |                                          |                    |                                                                                              |
| 1945    | 1951         | Louis Bougo                              | Rad.               | Maire d'Étel (1945-1956)                                                                     |
| 1951    | 1964 (décès) | Joseph Le Pevedic                        | DVD                | Agriculteur Député (1928-1942) Maire de Ploemel (1908-1964)                                  |
| 1964    | 1976         | Henri Rolland                            | UDR                | Pharmacien Maire de Belz (1953-1976)                                                         |
| 1976    | 1982         | Jean-Gabriel Le Formal                   | DVD                | Médecin Maire de Belz (1977-1989)                                                            |
| 1982    | 1988         | Henri Rolland                            | RPR                | Pharmacien Maire de Belz (1953-1976)                                                         |
| 1988    | 2001         | Serge Le Gouguec                         | DVD                | Agriculteur Maire de Locoal-Mendon (1983-2001)                                               |
| 2001    | 2015         | Gérard Le Tréquesser                     | DVD                | Retraité de la Marine nationale Maire de Belz (1995-2008)                                    |

Un nouveau découpage territorial du Morbihan entre en vigueur à l'occasion des élections départementales de 2015. Il est défini par le décret du 21 février 2014, en application des lois du 17 mai 2013 (loi organique 2013-402 et loi 2013-403).

En vertu de ce nouveau découpage, le canton de Belz fusionne avec ceux de Belle-Île et Quiberon pour former le nouveau canton de Quiberon, dont le bureau centralisateur est situé à Quiberon.

### Conseillers d'arrondissement (de 1833 à 1940)
| Période                                  | Période | Identité                            | Étiquette                | Qualité |
| ---------------------------------------- | ------- | ----------------------------------- | ------------------------ | --- |
| 1833                                     | 1836    | M. Le Dréan                         |                          | Propriétaire à Ploemel                                                                                      |
| 1836                                     | 1842    | Jean François Bonnaud               |                          | Juge de paix à Belz                                                                                         |
| 1842                                     | 1852    | Hubert Joseph Le Masson (1808-1867) |                          | Notaire, maire d'Erdeven                                                                                    |
|                                          |         |                                     |                          | |
| 1871                                     |         | Michel Gahinet                      |                          | Maire de Locoal-Mendon                                                                                      |
|                                          |         |                                     |                          | |
| 1895                                     | 1907    | Gaston Le Rolle                     | Républicain Conservateur | Marchand de bois, maire de Belz                                                                             |
| 1907                                     | 1931    | Jean-Vincent Pessel                 | Radical                  | Maire de Locoal-Mendon (jusqu'en 1941)                                                                      |
| 1931                                     | 1940    | Gaston Le Rolle                     | URD-RG                   | Maire de Belz (à partir de 1935)                                                                            |
| 1940                                     |         |                                     |                          | Les conseils d'arrondissement ont été suspendus par la loi du 12 octobre 1940 et n'ont jamais été réactivés |
| Les données manquantes sont à compléter. |         |                                     |                          | |

## Démographie
| 1962   | 1968   | 1975   | 1982   | 1990   | 1999   | 2006   | 2011   | 2012   |
| ------ | ------ | ------ | ------ | ------ | ------ | ------ | ------ | ------ |
| 11 422 | 11 465 | 11 207 | 11 509 | 12 014 | 12 206 | 13 886 | 14 848 | 14 912 |